# Drymophila (vogels)
Drymophila is een geslacht van vogels uit de familie Thamnophilidae (miervogels).

## Soorten
Het geslacht telt elf soorten:
- Drymophila caudata  –  Langstaartmiervogel
- Drymophila devillei  –  Streepkopmiervogel
- Drymophila ferruginea  –  Witbrauwmiervogel
- Drymophila genei  –  Roodstaartmiervogel
- Drymophila hellmayri  –  Santamartamiervogel
- Drymophila klagesi  –  Klages' miervogel
- Drymophila malura  –  Temmincks miervogel
- Drymophila ochropyga  –  Okerstuitmiervogel
- Drymophila rubricollis  –  Bertoni's miervogel
- Drymophila squamata  –  Geschubde miervogel
- Drymophila striaticeps  –  Chapmans miervogel